# Oreto-Guadagna
Oreto-Guadagna è l'undicesima unità di primo livello di Palermo.

## Geografia
È situata nella zona meridionale della città, localizzata dalla via Oreto a salire per quella che diventa via Villagrazia.
È costeggiata, nella zona settentrionale, dal fiume Oreto. È sorta come borgata storica fuori dalle mura antiche della città, inglobata nell’agglomerato urbano nel dopoguerra, con edilizia in genere di carattere popolare.

## Storia
Nella zona della Guadagna esisteva la Torre dei Diavoli, padiglione di caccia risalente al XIV secolo della famiglia Chiaramonte, demolito nel 2011 per consentire la realizzazione del raddoppio del passante ferroviario. In stile medievale (simile al Palazzo Chiaramonte-Steri), era stato restaurato dall'architetto Giuseppe Patricolo tra il 1873 e il 1895.
La chiesa più antica della borgata è quella della Madonna Assunta alla Guadagna (XVIII sec.), più volte restaurata a causa delle inondazioni del fiume Oreto.
Altro luogo di culto è la parrocchia di San Pio X alla Guadagna, in cui sono presenti nell’annesso collegio le Suore Missionarie della carità. In una traversa di Via Oreto Nuova sorge la parrocchia di San Luca.

## Infrastrutture
La fermata di Guadagna è il principale mezzo di trasporto nella zona, situata nei paraggi di Piazzetta Croce, sulla linea Palermo Trapani